# Jill Scott (Sängerin)

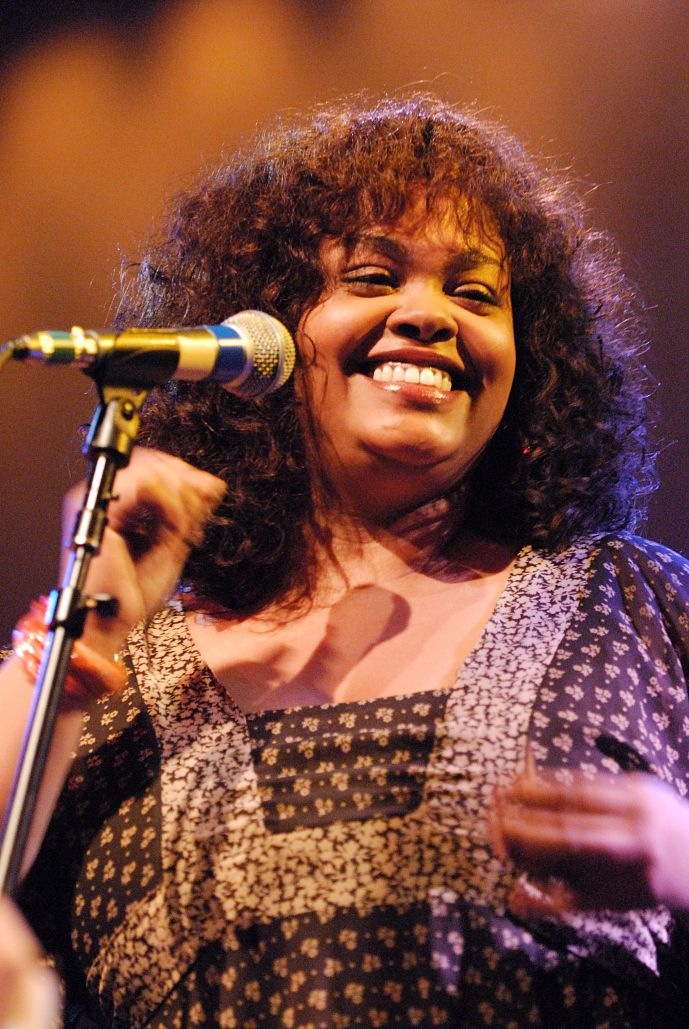
Jill Scott auf dem Blacklily Film & Music Festival in Philadelphia (2007)

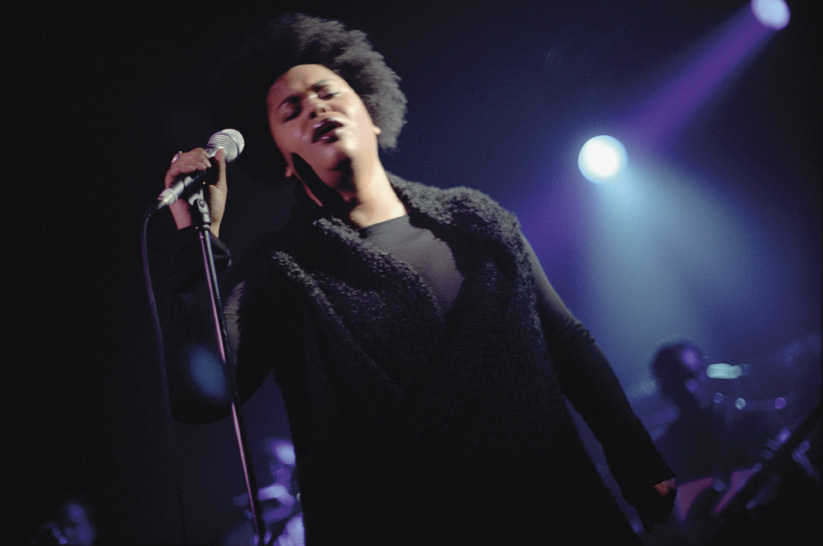
Jill Scott bei einem Konzert in Hamburg (2000)

Jill Scott (* 4. April 1972 in Philadelphia) ist eine US-amerikanische Sängerin des Jazz, Rhythm and Blues und Soul. Sie ist dreifache Grammy-Gewinnerin. Musikalisch reiht sich Jill Scott mit den Künstlerinnen Erykah Badu, India.Arie und Angie Stone ein, die als Vertreterinnen des Neo-Soul gelten.

## Musikkarriere
Jill Scott ist im US-amerikanischen Philadelphia geboren und aufgewachsen. Bereits in der 8. Klasse schreibt sie erste Gedichte. Dann beginnt sie diese zu vertonen. Auf einer Veranstaltung wird sie vom Roots-Drummer Ahmir Khalib Thompson entdeckt. Gemeinsam schreiben sie den Song You Got Me, der im Jahr 1999 zum Welthit avanciert und einen Grammy für die beste Rap-Performance erhält.
Im Jahr 2000 erscheint ihr Debütalbum Who is Jill Scott? Words and Sounds Vol. 1, das mit zwei Platin-Schallplatten geehrt wird und ihr drei Grammy-Nominierungen einbringt. Im selben Jahr wird sie mit dem Aretha-Franklin-Award für die Entertainerin des Jahres ausgezeichnet. Jill Scott arbeitet mit Common, Eric Benét und Will Smith zusammen. 2001 erscheint die Doppel-CD Experience: Jill Scott, die aus Live-Aufnahmen und neuen Stücken besteht.
Ihr nächstes Album Beautifully Human: Words and Sounds Vol. 2 bringt sie 2004 heraus, das ihr ebenfalls einen Grammy und eine Goldene Schallplatte einbringt. Bei den Grammy Awards 2005 wird sie erneut geehrt, diesmal für die beste R&B Solo Vocal Performance. Im Jahr 2007 hebt die Presse nach einem Konzert in Zürich ihre Virtuosität und ihre Stimmgewalt hervor.

## Privatleben
Jill Scott ist seit Juni 2006 mit dem Drummer Lil Jon Roberts verlobt. Am 20. April 2009 wurden die beiden Eltern eines Sohnes, Jett Hamilton Roberts.

## Diskografie

### Studioalben
| Jahr | Titel                                      | Höchstplatzierung, Gesamtwochen, AuszeichnungChartplatzierungen (Jahr, Titel, Platzierungen, Wochen, Auszeichnungen, Anmerkungen) | Höchstplatzierung, Gesamtwochen, AuszeichnungChartplatzierungen (Jahr, Titel, Platzierungen, Wochen, Auszeichnungen, Anmerkungen) | Höchstplatzierung, Gesamtwochen, AuszeichnungChartplatzierungen (Jahr, Titel, Platzierungen, Wochen, Auszeichnungen, Anmerkungen) | Anmerkungen                                                  |
| Jahr | Titel                                      | CH | UK | US | Anmerkungen                                                  |
| ---- | ------------------------------------------ | --- | --- | --- | ------------------------------------------------------------ |
| 2000 | Who Is Jill Scott? Words and Sounds Vol. 1 | — | UK69 Gold · (23 Wo.)UK | US17 ×2Doppelplatin · (70 Wo.)US                                                                                                  | Erstveröffentlichung: 18. Juli 2000 Verkäufe: + 2.500.000    |
| 2004 | Beautifully Human: Words and Sounds Vol. 2 | — | UK27 Silber · (4 Wo.)UK | US3 Gold · (27 Wo.)US | Erstveröffentlichung: 31. August 2004 Verkäufe: + 940.000    |
| 2007 | The Real Thing: Words and Sounds Vol. 3    | — | UK79 (1 Wo.)UK | US4 Gold · (27 Wo.)US | Erstveröffentlichung: 25. September 2007 Verkäufe: + 665.000 |
| 2011 | The Light of the Sun                       | — | UK69 (1 Wo.)UK | US1 (21 Wo.)US | Erstveröffentlichung: 21. Juni 2011                          |
| 2015 | Woman                                      | CH79 (1 Wo.)CH | UK54 (1 Wo.)UK | US1 (3 Wo.)US | Erstveröffentlichung: 24. Juli 2015                          |

### Livealben
| Jahr | Titel                       | Höchstplatzierung, Gesamtwochen, AuszeichnungChartsChartplatzierungen (Jahr, Titel, Platzierungen, Wochen, Auszeichnungen, Anmerkungen) | Anmerkungen                             |
| Jahr | Titel                       | US | Anmerkungen                             |
| ---- | --------------------------- | --- | --------------------------------------- |
| 2001 | Experience: Jill Scott 826+ | US38 Gold · (16 Wo.)US | Erstveröffentlichung: 20. November 2001 |
| 2008 | Experience: Live in Paris+  | US— GoldUS | Erstveröffentlichung: 5. Februar 2008   |

### Kompilationen
| Jahr | Titel                                          | Höchstplatzierung, Gesamtwochen, AuszeichnungChartsChartplatzierungen (Jahr, Titel, Platzierungen, Wochen, Auszeichnungen, Anmerkungen) | Anmerkungen                           |
| Jahr | Titel                                          | US | Anmerkungen                           |
| ---- | ---------------------------------------------- | --- | ------------------------------------- |
| 2007 | Collaborations                                 | US12 (8 Wo.)US | Erstveröffentlichung: 30. Januar 2007 |
| 2011 | The Original Jill Scott from the Vault, Vol. 1 | US28 (4 Wo.)US | Erstveröffentlichung: 30. August 2011 |

Weitere Kompilationen
- 2015: Golden Moments

### Singles
| Jahr | Titel Album                                                   | Höchstplatzierung, Gesamtwochen, AuszeichnungChartplatzierungen (Jahr, Titel, Album, Platzierungen, Wochen, Auszeichnungen, Anmerkungen) | Höchstplatzierung, Gesamtwochen, AuszeichnungChartplatzierungen (Jahr, Titel, Album, Platzierungen, Wochen, Auszeichnungen, Anmerkungen) | Höchstplatzierung, Gesamtwochen, AuszeichnungChartplatzierungen (Jahr, Titel, Album, Platzierungen, Wochen, Auszeichnungen, Anmerkungen) | Anmerkungen                                                           |
| Jahr | Titel Album                                                   | CH | UK | US | Anmerkungen                                                           |
| ---- | ------------------------------------------------------------- | --- | --- | --- | --------------------------------------------------------------------- |
| 2000 | Gettin' In the Way Who Is Jill Scott? Words and Sounds Vol. 1 | — | UK30 (4 Wo.)UK | — | Erstveröffentlichung: 19. August 2000                                 |
| 2001 | A Long Walk Who Is Jill Scott? Words and Sounds Vol. 1        | — | UK54 (2 Wo.)UK | US43 (19 Wo.)US | Erstveröffentlichung: 16. Januar 2001                                 |
| 2001 | The Way Who Is Jill Scott? Words and Sounds Vol. 1            | — | — | US60 (20 Wo.)US | Erstveröffentlichung: 5. Juni 2001                                    |
| 2004 | Golden Beautifully Human: Words and Sounds Vol. 2             | — | UK59 (2 Wo.)UK | — | Erstveröffentlichung: 15. Juni 2004                                   |
| 2006 | Daydreamin’ Collaborations                                    | CH82 (2 Wo.)CH | UK30 (4 Wo.)UK | US— PlatinUS | Erstveröffentlichung: 11. September 2006 Lupe Fiasco feat. Jill Scott |
| 2011 | So In Love The Light of the Sun                               | — | — | US97 (1 Wo.)US | Erstveröffentlichung: 26. April 2011 feat. Anthony Hamilton           |

Weitere Singles
- 2002: He Loves Me (Lyzel In E Flat)
- 2002: Gimme
- 2005: Whatever
- 2005: Cross My Mind
- 2007: Hate On Me
- 2007: My Love
- 2011: Shame (feat. Eve & The A Group)
- 2011: So Gone (feat. Paul Wall)
- 2012: Blessed
- 2015: You Don’t Know
- 2015: Fool’s Good

## Auszeichnungen für Musikverkäufe
| Goldene Schallplatte - Kanada - 2001: für das Album Who Is Jill Scott? Words and Sounds Vol. 1 |

Anmerkung: Auszeichnungen in Ländern aus den Charttabellen bzw. Chartboxen sind in ebendiesen zu finden.
| Land/RegionAuszeichnungen für Musikverkäufe (Land/Region, Auszeichnungen, Verkäufe, Quellen) | Silber  | Gold     | Platin     | Verkäufe  | Quellen         |
| -------------------------------------------------------------------------------------------- | ------- | -------- | ---------- | --------- | --------------- |
| Kanada (MC)                                                                                  | —       | Gold1    | —          | 50.000    | musiccanada.com |
| Vereinigte Staaten (RIAA)                                                                    | —       | 4× Gold4 | 3× Platin3 | 5.000.000 | riaa.com        |
| Vereinigtes Königreich (BPI)                                                                 | Silber1 | Gold1    | —          | 160.000   | bpi.co.uk       |
| Insgesamt                                                                                    | Silber1 | 6× Gold6 | 3× Platin3 |           |                 |

## Filmkarriere
In der BBC-Verfilmung der Bücher The No. 1 Ladies’ Detective Agency von Alexander McCall Smith, Eine Detektivin für Botswana gibt sie seit 2008 die Hauptdarstellerin namens Mma Ramotswe. 2010 spielte sie in Auch Liebe macht mal Ferien 2. 2014 ist sie in Liebe im Gepäck (Baggage Claim) an der Seite von Paula Patton, Derek Luke und Taye Diggs zu sehen.
2014 spielte sie die Ehefrau DeeDee von James Brown in Get On Up, einem Biopic. 2018 hat sie eine Gastrolle in Black Lightning.